# Bandeira da Mordóvia
A Bandeira da Mordóvia é um dos símbolos oficiais da República da Mordóvia, uma subdivisão da Federação Russa. Foi aprovada pelo Parlamento da República de 30 de março de 1995.

## Descrição
Seu desenho consiste em um retângulo com proporção largura-comprimento de 1:3 dividido em três faixas horizontais nas cores vermelho, branco e azul na proporção de 1/4, 1/2 e 1/4, respectivamente. No centro da bandeira há um símbolo semelhante ao encontrado na Bandeira da Udmúrtia.

## Simbologia
O símbolo no centro da bandeira trata-se de um símbolo solar.
As cores da bandeira também seguem o padrão da bandeira da maioria dos países do leste europeu e da bandeira da Rússia bem como de muitas de suas subdivisões, ou seja, usam as cores Pan-Eslavas que são o vermelho, neste caso marrom-avermelhado, o branco e o azul.